# Утро в гавани
«Утро в гавани» (фр. Le Matin dans un port de mer) — картина французского художника Клода Желле по прозванию Лоррен, из собрания Государственного Эрмитажа, с авторским повторением из собрания Старой пинакотеки в Мюнхене.
На картине изображена гавань античного города. Справа борт и мачта большого корабля, из-за которого виден мыс с руинами башни. Слева расположена каменная арка со ступенями, спускающимися к воде, от арки по берегу вдаль уходят крепостные башни. В центре двое мужчин на берегу возятся с досками, за ними к берегу пристаёт тяжело нагруженная лодка. Правее центра возле сундуков с багажом расположилась группа из мужчины и двух женщин. Картина является характерным для творчества Лоррена примером бессюжетного абстрактно-фантазийного пейзажа, в котором он использовал реально существующие строения: арка у правого края картины опознаётся как Триумфальная арка Тита, в действительности находящаяся в Риме рядом с Колизеем.
Большинство своих работ Лоррен зарисовывал в своём альбоме «Liber Veritatis»; «Утру в гавани» соответствует рисунок № 5. Этот рисунок не датирован, но на рисунке № 3 указан 1633 год, а картину сам Лоррен гравировал с указанием даты в 1634 году. На обороте листа с рисунком имеется запись, из которой следует, что картина написана по заказу епископа Манского Шарля де Бомануара, занимавшего епископскую кафедру в Ле-Мане с 1601 по 1637 год. Но сам Лоррен начиная с 1627 года постоянно жил в Италии, а Шарль де Бомануар в Риме был лишь единственный раз в 1635 году. На этом основании было высказано предположение об ошибочности записи в «Liber Veritas» и что епископ Манский картину не заказывал, а лишь выкупил готовую картину, написанную Лорреном по чьему-то постороннему заказу. Однако на мачте корабля, расположенного слева, различим флаг с гербом рода Бомануар, что, напротив, подтверждает авторскую запись о заказчике.
В 1720 году картина принадлежала Ш.-Ж.-Б. Флёрио графу Моривеллу, а в 1725 году её купил премьер-министр Великобритании Роберт Уолпол. С 1728 года картина хранилась в его лондонском доме на Арлингтон-стрит, а с 1736 года находилась в официальной резиденции британских премьер-министров на Даунинг-стрит, 10. Позже картина хранилась в родовом поместье Уолполов в Хоутон-холле. В 1778 году всё собрание картин было продано наследниками Уолпола императрице Екатерине II, и с 1779 года картина находится в Эрмитаже. Выставляется в Зимнем дворце в зале 280 (зал Лоррена).
В 1674 году Лоррен по заказу Ф. Майера написал с изменениями повторение картины, эта реплика ныне находится в собрании Старой пинакотеки в Мюнхене (холст, масло; 72 × 97; инвентарный № 381).
Среди нескольких «Гаваней…», написанных Лорреном в 1630—1640-х годах, наиболее близка по композиции «Гавань», зарисованная в «Liber Veritatis» под № 17, оригинальная картина находится в британском королевском собрании и выставляется в Виндзорском замке. В Эрмитаже есть ещё одна картина Лоррена с таким же названием, она является фактическим повторением его же другой «Морской гавани» из британского королевского собрания.
- Лист с зарисовкой картины из «Liber Veritatis», гравированный Р. Ирломом
- Вариант картины из Старой пинакотеки в Мюнхене

Н. К. Серебрянная следующими словами описывала картину:

Датировка 1634 соответствует стилистическим особенностям ранних «морских гаваней» Лоррена: отсутствие сюжета, ограниченное развитие пространства в глубину, сочетание античной арки Тита <…> с деревьями и башнями вдали, создающее романтически причудливый эффект, который исчезает в поздних, подчёркнуто репрезентативных «гаванях» конца 1630-х — начала 1640-х. Стерлинг также отметил, что в работах этого периода появилось особое освещение <…> когда свет, идущий изнутри, с заднего плана картины, заполняет всё её пространство, а подобное изображение солнечного света появится много позднее у британского живописца Джозефа Тёрнера.